# الدوري الهندوراسي الدرجة الأولى لكرة القدم 1974–75
الدوري الهندوراسي الدرجة الأولى لكرة القدم 1974–75 هو موسم من الدوري الهندوراسي الدرجة الأولى لكرة القدم. فاز فيه ريال إسبانيا.